# Shin Hyun-been
Đây là một tên người Triều Tiên, họ là Kwak.
Shin Hyun-been (tiếng Hàn: 신현빈; tên thật là Kwak Hyun-been, sinh ngày 10 tháng 4 năm 1986) là một nữ diễn viên người Hàn Quốc trực thuộc công ty giải trí Yooborn Company. Cô xuất hiện lần đầu trong bộ phim He's on Duty, với vai diễn Jang-mi một công nhân Việt Nam đấu tranh với nạn phân biệt chủng tộc ở Hàn Quốc, qua vai diễn đầu tay này cô đã giành được giải Nữ diễn viên mới xuất sắc nhất tại Giải thưởng nghệ thuật Baeksang lần thứ 47 danh giá. Ngoài ra cô còn được biết đến với các vai diễn trong phim Chiến binh Baek Dong-soo, Mistress, Lời thú tội và Những bác sĩ tài hoa.

## Sự nghiệp
Shin Hyun-been có mong ước được trở thành diễn viên từ lúc còn là học sinh trung học, nhưng cô không đủ tự tin để thử sức. Sau khi học xong đại học, Shin Hyun-been quyết định tham gia nhiều buổi thử vai khác nhau, điều này đã giúp cô có được vai diễn trong cả bộ phim hài đen năm 2010 He's on Duty và phim hành động lịch sử Chiến binh Baek Dong-soo năm 2011 của đài SBS.
Với He's on Duty, Shin Hyun-been đã giành giải Nữ diễn viên mới xuất sắc nhất tại Giải thưởng Nghệ thuật Baeksang lần thứ 47 danh giá nhờ vai diễn một công nhân Việt Nam đấu tranh với nạn phân biệt chủng tộc ở Hàn Quốc. Shin Hyun-been được nhiều người công nhận hơn với vai diễn Yoo Ji-sun trong bộ phim truyền hình có tỷ xuất người xem vô cùng cao Chiến binh Baek Dong-soo.
Bước đột phá tiếp theo của Shin Hyun-been là vào năm 2019. Cô được chọn vào vai nữ chính trong bộ phim đề tài tội phạm Lời thú tội của đài tvN, tiếp theo là bộ phim kinh dị Chó săn tiền năm 2020, với vai diễn trong bộ phim, cô đã được đề cử tại Giải thưởng Điện ảnh Rồng Xanh lần thứ 41.
Sau vai diễn nổi bật là bác sĩ nội trú và thành viên của Khoa phẫu thuật tổng quát trong phim Những bác sĩ tài hoa, Shin Hyun-been đã chấp nhận lời đề nghị đóng vai chính cho một số phim truyền hình, trong số đó có một bộ phim về trả thù giả tưởng Cậu út nhà tài phiệt năm 2022 của JTBC, cô đóng vai một công tố viên chống tham nhũng và bộ phim tâm lý tình cảm sẽ được phát sóng vào năm 2023 Tell Me That You Love Me, bản remake của loạt phim Nhật Bản năm 1995 Aishiteiru to Itte Kure.

## Danh sách phim

### Phim điện ảnh
| Năm  | Tựa đề                        | Vai                    | Ghi chú   | Ng.    |
| ---- | ----------------------------- | ---------------------- | --------- | ------ |
| 2010 | Anh ấy đang làm việc          | Jang-mi                | Vai chính | [ 16 ] |
| 2012 | Thép cứng phong trào cứu quốc | Phóng viên hiện trường | Khách mời |        |
| 2015 | Những lựa chọn sai lầm        | Chae Ji-eun            | Vai phụ   | [ 17 ] |
| 2017 | Cộng sự bất đắc dĩ            | Hwa-ryung              | Vai phụ   | [ 18 ] |
| 2018 | Đêm 7 năm                     | Moon Ha-young          | Vai phụ   | [ 18 ] |
| 2018 | Hoàng hôn trên thị trấn       | Mi-kyung               | Vai phụ   | [ 19 ] |
| 2018 | Chiến dịch ngầm               | Lee Ji-soo             | Khách mời |        |
| 2019 | Tươi lên đi, Mr. Lee          | Hye-young              | Vai phụ   |        |
| 2020 | Tủ quần áo bí ẩn              | Seung-hee              | Vai phụ   |        |
| 2020 | Chó săn tiền                  | Mi-ran                 | Vai chính |        |

### Phim truyền hình
| Năm  | Tựa đề                   | Kênh  | Vai           | Ghi chú            | Ng.    |
| ---- | ------------------------ | ----- | ------------- | ------------------ | ------ |
| 2011 | Chiến binh Baek Dong-soo | SBS   | Yoo Ji-sun    | Vai chính          | [ 20 ] |
| 2011 | Gia đình Kim chi         | JTBC  | Yukie         | Khách mời          | [ 21 ] |
| 2012 | Family Portrait          | SBS   | Han Mi-hwa    | Vai chính          | [ 22 ] |
| 2014 | Tình người duyên ma      | Mnet  | Jang Eun-hye  | Vai chính          | [ 23 ] |
| 2016 | Quý bà Antoine           | JTBC  | Claire        | Khách mời          | [ 24 ] |
| 2017 | Nữ hoàng trinh thám      | KBS2  | Jung Ji-won   | Vai phụ            | [ 25 ] |
| 2017 | Truy tìm sự thật         | tvN   | Chae Soo-min  | Vai phụ            | [ 26 ] |
| 2017 | Dẫu mưa hay nắng         | JTBC  | Kiến trúc sư  | Khách mời (tập 16) | [ 27 ] |
| 2018 | Những cô nhân tình       | OCN   | Kim Eun-soo   | Vai chính          | [ 28 ] |
| 2019 | Lời thú tội              | tvN   | Ha Yoo-ri     | Vai chính          | [ 29 ] |
| 2020 | Những bác sĩ tài hoa     | tvN   | Jang Gyeo-ul  | Vai phụ            | [ 30 ] |
| 2021 | Những bác sĩ tài hoa 2   | tvN   | Jang Gyeo-ul  | Vai phụ            |        |
| 2021 | Hình bóng của tôi        | JTBC  | Gu Hae-won    | Vai chính          | [ 31 ] |
| 2022 | Cậu út nhà tài phiệt     | JTBC  | Seo Min-young | Vai chính          | [ 32 ] |
| 2022 | Lời nguyền pho tượng cổ  | TVING | Lee Soo-jin   | Vai chính          | [ 33 ] |
| TBA  | Say You Love Me          |       | Jung Mo-eun   | Vai chính          | [ 15 ] |

### Video âm nhạc
| Năm  | Bài hát                 | Ca sĩ                        | Thời lượng | Ng.    |
| ---- | ----------------------- | ---------------------------- | ---------- | ------ |
| 2011 | "I Shouldn't Have Gone" | Kim Jin-pyo (feat. Jooyoung) | 5:03       | [ 34 ] |
| 2013 | "Walking Dead"          | Kim Jin-pyo (feat. Lyn)      | 4:13       | [ 35 ] |
| 2014 | "Hate"                  | Epitone Project              | 4:12       | [ 36 ] |
| 2017 | "Paper Umbrella"        | Yesung                       | 4:24       | [ 37 ] |
| 2021 | "Don't Look Back"       | Sechs Kies                   | 4:36       | [ 38 ] |

## Nhạc kịch
| Năm  | Tên                                     | Vai          | Ng.    |
| ---- | --------------------------------------- | ------------ | ------ |
| 2012 | Turn Around and Leave (돌아서서 떠나라) | Chae Hee-joo | [ 39 ] |

## Giải thưởng và đề cử
| Năm  | Giải thưởng                                      | Hạng mục                                           | Tác phẩm                                   | Kết quả   | Ng.    |
| ---- | ------------------------------------------------ | -------------------------------------------------- | ------------------------------------------ | --------- | ------ |
| 2010 | Giải thưởng Điện ảnh Hàn Quốc lần thứ 8          | Nữ diễn viên mới xuất sắc nhất                     | He's on Duty                               | Đề cử     |        |
| 2010 | Max Movie Awards lần thứ 7                       | Nữ diễn viên mới xuất sắc nhất                     | He's on Duty                               | Đề cử     | [ 40 ] |
| 2011 | Giải thưởng nghệ thuật Baeksang lần thứ 47       | Nữ diễn viên mới xuất sắc nhất (Phim điện ảnh)     | He's on Duty                               | Đoạt giải | [ 41 ] |
| 2011 | Giải thưởng phim truyền hình SBS                 | Giải thưởng dành cho ngôi sao mới phim truyền hình | Chiến binh Baek Dong-soo                   | Đoạt giải | [ 42 ] |
| 2019 | Giải thưởng phim truyền hình Hàn Quốc lần thứ 12 | Nữ diễn viên mới xuất sắc nhất                     | Lời thú tội                                | Đề cử     | [ 43 ] |
| 2021 | Giải thưởng điện ảnh Rồng Xanh lần thứ 41        | Nữ diễn viên mới xuất sắc nhất                     | Chó săn tiền                               | Đề cử     | [ 44 ] |
| 2022 | APAN Star Awards lần thứ 8                       | Nữ diễn viên xuất sắc ở thể loại phim ngắn tập     | Những bác sĩ tài hoa 2 & Hình bóng của tôi | Đề cử     | [ 45 ] |
| 2022 | Giải thưởng phim truyền hình Hàn Quốc lần thứ 13 | Nữ diễn viên xuất sắc nhất                         | Hình bóng của tôi                          | Đoạt giải | [ 46 ] |